# Dammam

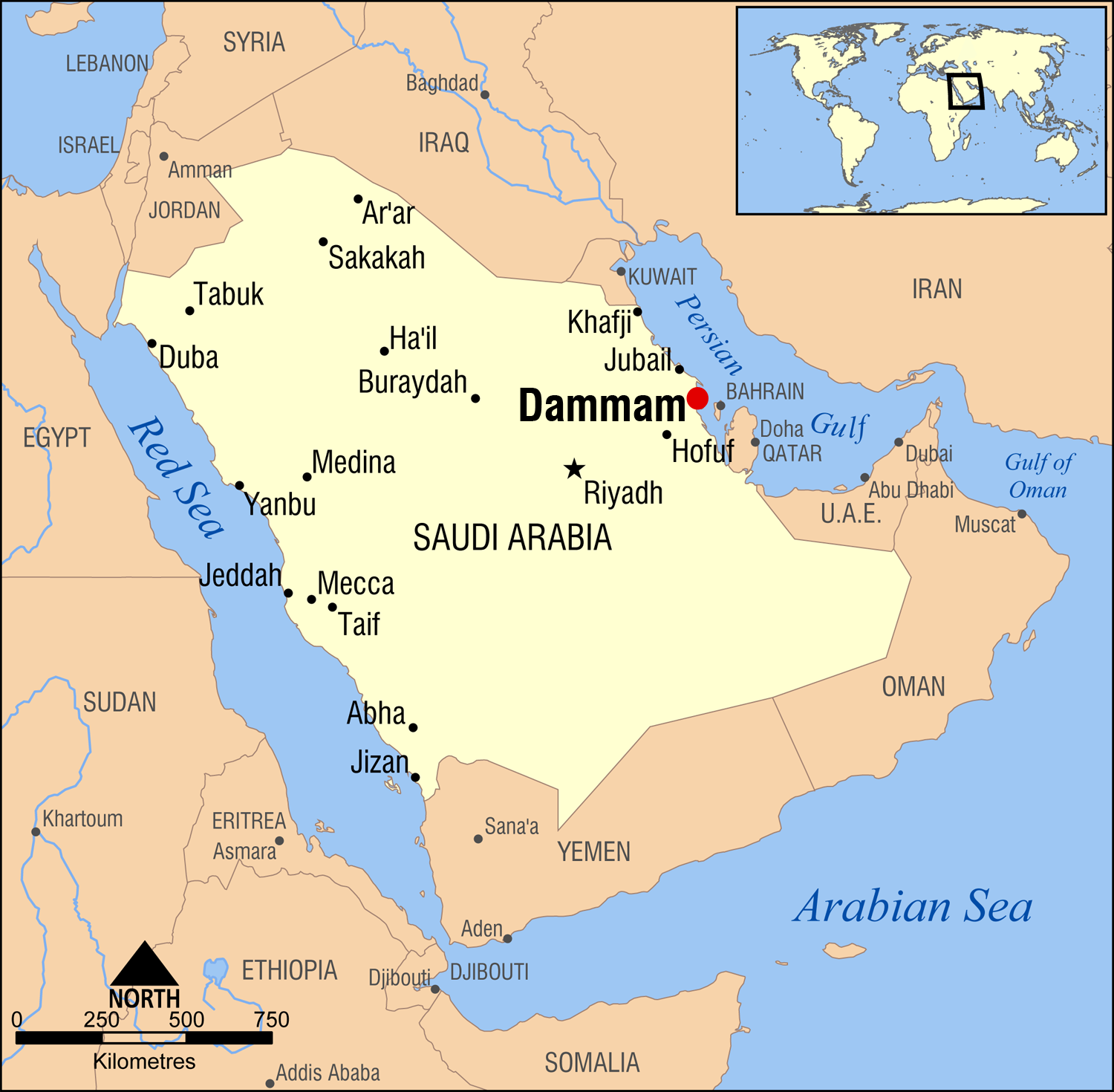
Dammams läge i Saudiarabien.

Dammam eller ad-Dammam är en stad i Saudiarabien, vid Persiska viken, nordväst om Bahrain. Staden är huvudstad för provinsen ash-Sharqiyya och hade 903 312 invånare vid folkräkningen 2010. Dammam med omgivning utgör Saudiarabiens tredje folkrikaste storstadsområde, med cirka 2 miljoner invånare, inklusive bland annat Zahran, al-Khubar, al-Qatif och ath-Thuqbah.
Staden var tidigare en fiskeby, men byggdes ut betydligt efter att man upptäckt stora oljefält 1938. Den är en hamnstad, och en viktig handelsstad i Saudiarabiens östra delar. Den mesta industrin har förbindelse med petroleumutvinningen, men här finns också produktion av mejerivaror. Dammam är slutpunkt på järnvägen från Riyadh. Staden har sedan 1975 ett universitet, och här finns också ett arkeologiskt och ett etnografiskt museum.
Strax norr om Dammam ligger oljehamnen Ras Tanura. Söder om Dammam ligger King Fahd Causeway, en vägförbindelse över norra Bahrainviken mellan Saudiarabien och Bahrain.